# Торен, Марта
Ма́рта То́рен (швед. Märta Torén; 21 мая 1925, Стокгольм, Швеция — 19 февраля 1957, там же) — шведская актриса.

## Биография
Марта Торен родилась 21 мая 1925 года в Стокгольме (Швеция). Училась в актёрской школе Королевского драматического театра.
За свою актёрскую деятельность, продолжавшуюся в 1941—1957 годах, Марта Торен снялась в около 30-ти фильмах.
30-летняя Торен ушла из жизни 19 февраля 1957 года в Стокгольме (Швеция). Причина смерти — внутримозговое кровоизлияние. Вдовцом женщины остался Леонардо Берковичи (1908—1995), они были женаты с 1952 года, имели дочь.